# Yale Tarn
Yale Tarn är en sjö i Antarktis. Den ligger i Östantarktis. Nya Zeeland gör anspråk på området. Yale Tarn ligger 522 meter över havet.